# Fritz Weißwange
 Hugo Friedrich (Fritz) Sigismund Weißwange, auch Weisswange (* 18. August 1870 in Kottenheide; † 28. Dezember 1916 am Kramer bei Garmisch) war ein deutscher Gynäkologe, Besitzer einer Privatfrauenklinik und Luftfahrtpionier.

## Leben und Wirken
Weißwange stammte aus dem sächsischen Vogtland, dort war sein Vater Max Weißwange in Kottenheide königlicher Oberförster. Später zog die Familie in die sächsische Residenzstadt Dresden. Der Annaberger Amtshauptmann Max Weißwange war sein älterer Bruder.
Nach dem Schulbesuch studierte er Medizin und promovierte 1897 am Pathologischen Institut der Universität Freiburg im Breisgau. Danach arbeitete er – unterbrochen durch Militärdienst, aus dem er als Oberstabsarzt der Reserve entlassen wurde – in Dresden als praktischer Arzt und spezialisierte sich zum Gynäkologen. Er eröffnete eine eigene Privatfrauenklinik, das Südsanatorium in Dresden, Schnorrstraße 82/Ecke Semperstraße.
Die Gesundheit der Frauen lag ihm besonders am Herzen und daher forschte er speziell zu Frauenkrankheiten. Er veröffentlichte 1914 das Standardwerk Wie schützen und erhalten wir Gesundheit und Schönheit der Frau?, das in mehreren Auflagen auch nach seinem Tod erschien.
Vor dem Ersten Weltkrieg war Weißwange als aktiver Luftfahrer und Ballonführer von Ruf im Königlich Sächsischen Verein für Luftfahrt tätig, dessen Vereinsvorsitz er schon bald übernahm. Er war an zahlreichen Ballonfahrten beteiligt, darunter beispielsweise zu Neujahr 1904 mit dem Ballon „Ernst“. 1908 taufte er in Dresden den Ballon Graf Zeppelin.
Während eines Urlaubsaufenthaltes zwischen Weihnachten und Silvester 1916 verunglückte der Alpinist Weißwange bei einer Bergtour mit seinen Kindern. Sein Sohn überlebte verletzt, Fritz Weißwange hingegen fand den Tod. Seine sterblichen Überreste wurden verbrannt und die Urne im Januar 1917 auf dem Friedhof Langebrück beigesetzt.

## Publikationen (Auswahl)
- Beitrag zur Lehre von den primären Sarkomen der Wände der Schädelhöhle mit besonderer Berücksichtigung der Histogenese. Tübingen 1897.
- Nierenabszess nach Gonorrhoe, Nephrotomie, Heilung. In: Münchener medizinische Wochenschrift, 1908, No. 18.
- Ueber Baudeckenfibrom. In: Gynäkologische Rundschau, 2. Jahrgang, Heft 4.
- Wie schützen und erhalten wir Gesundheit und Schönheit der Frau? Nach einem Vortrag in der Deutschen Gesellschaft zur Bekämpfung der Geschlechtskrankheiten in Dresden am 23. Februar 1914. J. A. Barth, Leipzig. 1914; 2. Aufl. 1919; 3. Aufl.
- Über das Baden der Neugeborenen. In: Wiener Klinische Rundschau, 1914.